# Duplachionaspis displicata
Duplachionaspis displicata är en insektsart som beskrevs av Abraham Munting 1977. Duplachionaspis displicata ingår i släktet Duplachionaspis och familjen pansarsköldlöss. Inga underarter finns listade i Catalogue of Life.